# Carcelia brevis
Carcelia brevis là một loài ruồi trong họ Tachinidae.